# Kiefferia pericarpiicola
Kiefferia pericarpiicola är en tvåvingeart som först beskrevs av Bremi 1847.  Kiefferia pericarpiicola ingår i släktet Kiefferia och familjen gallmyggor. Inga underarter finns listade i Catalogue of Life.